# Барон, Давид
Дави́д Баро́н (фр. David Baron; род. 15 февраля 1973, Буа-Коломб) — французский боец смешанного стиля, представитель полусредней весовой категории. Выступал на профессиональном уровне в период 1999—2014 годов, известен по участию в турнирах таких бойцовских организаций как UFC, Pride, M-1 Global, Shooto, Cage Warriors и др. Владел титулом чемпиона Европы по версии Shooto.

## Биография
Давид Барон родился 15 февраля 1973 года в коммуне Буа-Коломб департамента О-де-Сен.
Дебютировал в смешанных единоборствах в ноябре 1999 года, своего первого соперника победил с помощью удушающего приёма «гильотина». Впоследствии одержал десять побед подряд, в том числе побеждал на турнирах таких крупных промоушенов как Shooto и Cage Warriors. В апреле 2006 года принял участие в турнире M-1 Global «Сборная России против сборной Европы» и нокаутировал здесь сильного российского бойца Эрика Оганова. Первое в карьере поражение потерпел в том же году единогласным решением судей от шведа Пера Эклунда. Дважды выиграл у известного английского бойца Дэна Харди, первый раз удушающим приёмом «треугольник», второй раз единогласным судейским решением. Также в 2006 году дрался на турнире крупной японской организации Pride Fighting Championships, но проиграл удушающим приёмом сзади местному бойцу Таканори Гоми.
Имея в послужном списке семнадцать побед и только лишь два поражения, в 2008 году Барон привлёк к себе внимание американской организации Ultimate Fighting Championship и провёл здесь один бой против американца Джима Миллера, проиграв ему удушением сзади. Последний раз дрался на профессиональном уровне в феврале 2014 года, проиграл единогласным решением судей, после чего принял решение завершить спортивную карьеру. В общей сложности провёл в ММА 22 боя, в том числе 17 раз выиграл, 4 раза проиграл, в одном случае была зафиксирована ничья.

## Статистика в профессиональном ММА
| Боёв 22  | Побед 17 | Поражений 4 |
| -------- | -------- | ----------- |
| Нокаутом | 4        | 0           |
| Сдачей   | 11       | 2           |
| Решением | 2        | 2           |
| Ничьи    | 1        | 1           |

| Результат | Рекорд | Соперник            | Способ                       | Турнир                                | Дата             | Раунд | Время | Место                   | Примечание |
| --------- | ------ | ------------------- | ---------------------------- | ------------------------------------- | ---------------- | ----- | ----- | ----------------------- | ---------- |
| Поражение | 17-4-1 | Ясон Понет          | Единогласное решение         | 100 % Fight 18: VIP                   | 15 февраля 2014  | 3     | 5:00  | Обервилье, Франция      |            |
| Ничья     | 17-3-1 | Гор Харутюнян       | Ничья                        | 100 % Fight: VIP                      | 19 июня 2010     | 3     | 5:00  | Париж, Франция          |            |
| Поражение | 17-3   | Джим Миллер         | Сдача (удушение сзади)       | UFC 89                                | 18 октября 2008  | 3     | 3:19  | Лондон, Англия          |            |
| Победа    | 17-2   | Хаято Сакураи       | Сдача (гильотина)            | Shooto: Shooto Tradition 1            | 3 мая 2008       | 1     | 4:50  | Токио, Япония           |            |
| Победа    | 16-2   | Ник Тромп           | Сдача (гильотина)            | Shooto: Belgium                       | 15 декабря 2007  | 1     | 1:23  | Шарлеруа, Бельгия       |            |
| Победа    | 15-2   | Абдул Мохамед       | TKO (остановлен врачом)      | UF 7: 2 Tuf 2 Tap                     | 20 октября 2007  | 1     | 3:22  | Англия                  |            |
| Победа    | 14-2   | Джонни Фраши        | KO (удар рукой)              | Xtreme Gladiators 3                   | 9 июня 2007      | 1     | 4:58  | Франция                 |            |
| Победа    | 13-2   | Джейсон Болл        | Сдача (рычаг локтя)          | Ultimate Tear Up                      | 24 февраля 2007  | 1     | 2:09  | Мидлсбро, Англия        |            |
| Поражение | 12-2   | Таканори Гоми       | Сдача (удушение сзади)       | Pride Bushido 12                      | 26 августа 2006  | 1     | 7:10  | Нагоя, Япония           |            |
| Победа    | 12-1   | Джои ван Ванроуй    | Сдача (удары)                | 2H2H: Road to Japan                   | 18 июня 2006     | 1     | 1:35  | Нидерланды              |            |
| Победа    | 11-1   | Дэн Харди           | Единогласное решение         | 2H2H: Road to Japan                   | 18 июня 2006     | 2     | 3:00  | Нидерланды              |            |
| Поражение | 10-1   | Пер Эклунд          | Единогласное решение         | EVT 6: Ragnarok                       | 6 мая 2006       | 3     | 5:00  | Стокгольм, Швеция       |            |
| Победа    | 10-0   | Эрик Оганов         | KO (удары локтями)           | M-1 MFC: Russia vs. Europe            | 8 апреля 2006    | 2     | 3:12  | Санкт-Петербург, Россия |            |
| Победа    | 9-0    | Оливер Элизабет     | Сдача (удушение сзади)       | PFA: Pancrase Fighting Association    | 12 марта 2006    | 1     | 2:50  | Бонёй-Сюр-Марн, Франция |            |
| Победа    | 8-0    | Дэн Харди           | Сдача (треугольник)          | CWFC: Strike Force                    | 21 мая 2005      | 2     | 3:10  | Ковентри, Англия        |            |
| Победа    | 7-0    | Саули Хейлимо       | Сдача (треугольник)          | Shooto Sweden: Second Impact          | 12 марта 2005    | 2     | 2:33  | Стокгольм, Швеция       |            |
| Победа    | 6-0    | Стале Нъянг         | Единогласное решение         | EVT 4: Gladiators                     | 26 сентября 2004 | 3     | 5:00  | Стокгольм, Швеция       |            |
| Победа    | 5-0    | Роэмер Трумперт     | Сдача (треугольник)          | Shooto Holland: Fight Night           | 18 октября 2003  | 1     | 3:01  | Флиссинген, Нидерланды  |            |
| Победа    | 4-0    | Жан Фредерик Дутрет | Сдача (замок голеностопа)    | World Absolute Fight 2                | 22 марта 2003    | 2     | 1:42  | Марракеш, Марокко       |            |
| Победа    | 3-0    | Мартинш Эгле        | TKO (левый боковой в корпус) | Shooto Holland: The Lords of the Ring | 12 мая 2002      | 1     | 0:35  | Девентер, Нидерланды    |            |
| Победа    | 2-0    | Дирк ван Опстал     | Сдача (рычаг локтя)          | Shooto Holland: Night of the Warriors | 4 ноября 2001    | 1     | 2:19  | Нидерланды              |            |
| Победа    | 1-0    | Карл Цинциннатус    | Сдача (гильотина)            | Ultra Fight Kempokan                  | 13 ноября 1999   | 2     | 2:08  | Париж, Франция          |            |